# Fannia personata
Fannia personata är en tvåvingeart som beskrevs av Albuquerque, Pamplona och Barros de Carvalho 1981. Fannia personata ingår i släktet Fannia och familjen takdansflugor. Inga underarter finns listade i Catalogue of Life.